# Estación de Reboleira
La Estación Ferroviaria da Reboleira es una estación de la línea de Sintra de la red de convoyes suburbanos de Lisboa. Sustituyó el “Apeadero de Jota Pimenta”, construido en los años 60 por parte de una empresa inmobiliaria pero nunca utilizado por la CP.